# Bleptina
Bleptina là một chi bướm đêm thuộc họ Erebidae.

## Các loài
- Bleptina araealis Hampson, 1901
- Bleptina caradrinalis Guenée, 1854
- Bleptina flaviguttalis Barnes & McDunnough, 1912
- Bleptina hydrillalis Guenée, 1854
- Bleptina inferior Grote, 1872
- Bleptina menalcasalis Walker, [1859]
- Bleptina minimalis Barnes & McDunnough, 1912
- Bleptina sangamonia Barnes & McDunnough, 1912